# FC Red Bull Salzburg

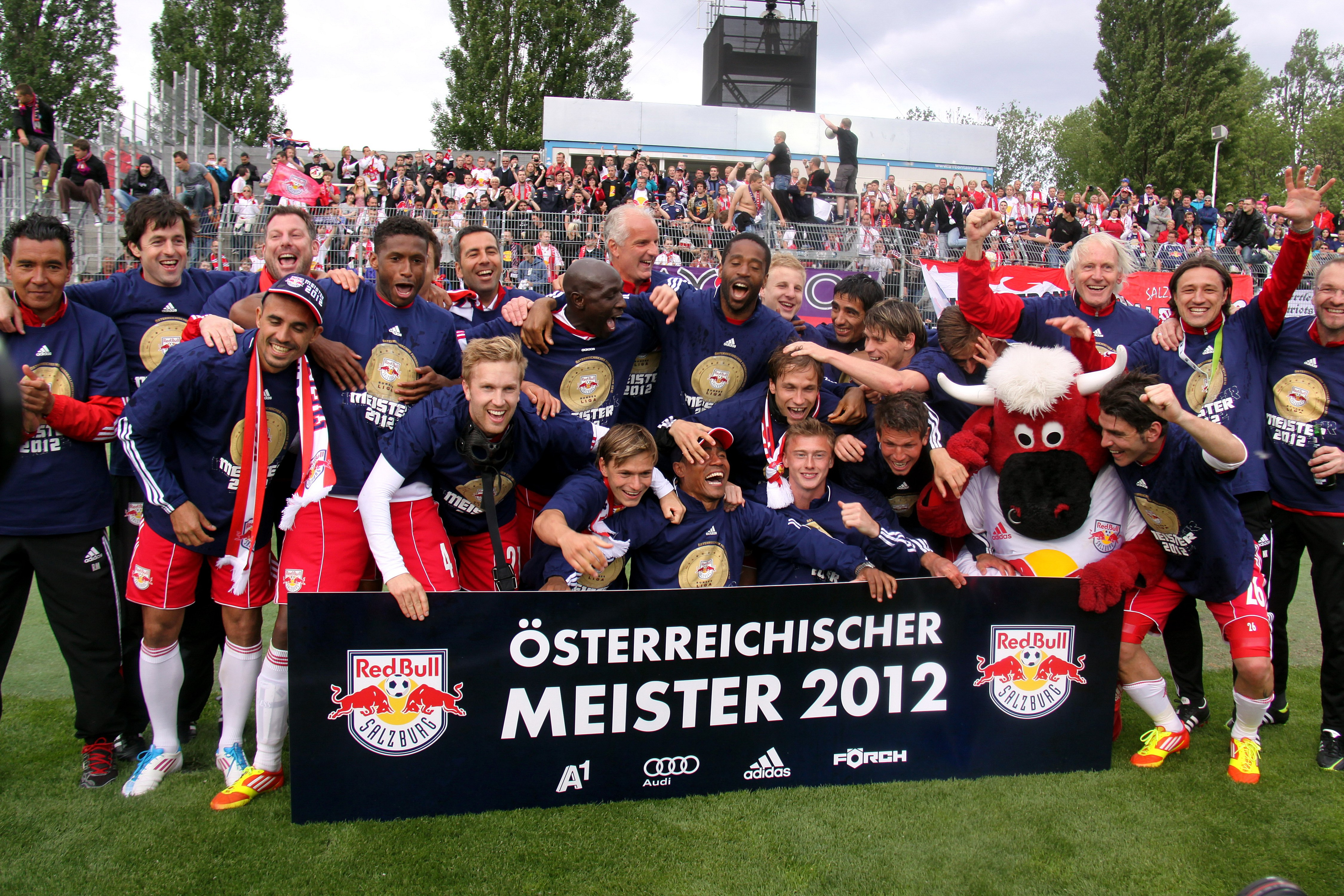
FC Red Bull Salzburg 2012

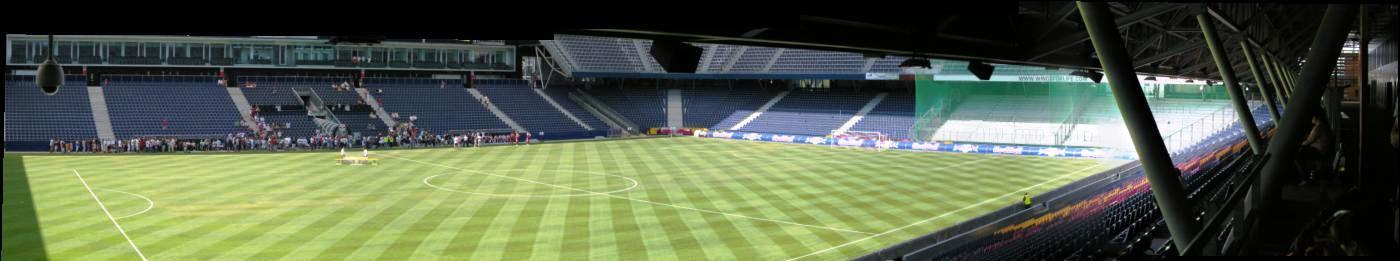
EM Stadion Wals-Siezenheim

Fußballclub Red Bull Salzburg (obecně známý jako RB Salzburg či pouze Salzburg a v soutěžích UEFA hrající pod názvem FC Salzburg) je rakouský fotbalový klub sídlící v Salcburku. Soutěží v Bundeslize, nejvyšší úrovni rakouského fotbalu, a své domácí zápasy hraje v Red Bull Areně.
Klub byl založen roku 1933 jako SV Austria Salzburg. V roce 2005 koupila klub rakouská nápojová společnost Red Bull GmbH a nové vedení klubu se zřeklo historického odkazu tradičního oddílu Austrie Salzburg, změnilo klubové logo a také tradiční barvy klubu z fialovo-bílé na červeno-bílou, včetně barev dresů. Z těchto důvodů je klub v Rakousku a dokonce i v samotném Salcburku dosti nepopulární a je považován za "firemní" oddíl. Fanoušci tradiční Austrie Salzburg si ještě v témže roce založili svůj nový vlastní klub s názvem SV Austria Salzburg, který se postupně prokousává rakouským fotbalovým ligovým systémem vzhůru a je vyhlášen vynikající atmosférou při fotbalových utkáních, která pravidelně navštěvuje několik tisíc diváků.

## Trofeje
- Rakouská Bundesliga (17×)[3]
  - 1993/94, 1994/95, 1996/97, 2006/07, 2008/09, 2009/10, 2011/12, 2013/14, 2014/15, 2015/16, 2016/17, 2017/18, 2018/19, 2019/20, 2020/21, 2021/22, 2022/23
- Rakouský Pohár (9×)[4]
  - 2011/12, 2013/14, 2014/15, 2015/16, 2016/17, 2018/19, 2019/20, 2020/21, 2021/22
- Rakouský Superpohár (3×)[5]
  - 1994, 1995, 1997